# Toke Talagi
Toke Talagi Tufukia (Alofi, 9 de enero de 1951-Ib., 15 de julio de 2020) fue un político niueño, quien llegó a ser jefe de Gobierno al ser elegido por la Asamblea de Niue el 19 de junio de 2008, derrotando a Young Vivian con catorce votos a favor y cinco en contra, y una sola abstención.

## Biografía
Talagi fue, en diversas ocasiones, Vicepremier, Ministro de Finanzas, y Ministro de Educación. Elegido para la Asamblea Nacional en las elecciones de 2002, obtuvo el mismo número de votos que otro candidato en las Elecciones Generales de Niue de 2005,(para desempatar se hizo necesario recurrir a un sorteo mediante extracción de un nombre de un sombrero). Fue de nuevo reelegido en las Elecciones Generales de Niue de 2008.
Durante los últimos años de vida de Talagi, no había partidos políticos en Niue; por lo tanto, se presentó como independiente.
Fue presidente de la Unión de Rugby de Niue.
En 2008, fue elegido presidente del Foro de las Islas del Pacífico.
Tras varios años de enfermedad falleció a los 69 años de edad en su domicilio de Alofi el 15 de julio de 2020.